# Bruck am Ostrong
Bruck am Ostrong ist eine Ortschaft und eine Katastralgemeinde der Gemeinde Pöggstall im Bezirk Melk in Niederösterreich. Die Ortschaft hat 22 Einwohner (1. Jänner 2024). Bruck am Ostrong war bis Ende 1965 eine eigenständige Gemeinde.

## Geografie
Der Weiler befindet sich am Bruckbach, der etwas weiter östlich in den Schwarzaubach mündet. Zur Ortschaft zählen auch die Rotte Troising und die Lage Hinterfeld. Durch den Ort führt die Landesstraße L7233, in den in der Ortsmitte die L7235 einmündet.

## Geschichte
Im Jahr 1822 wurde der Ort als Dorf mit 12 Häusern genannt, das nach Neukirchen am Ostrong eingepfarrt war, wohin auch die Kinder eingeschult wurden. Die Herrschaft Leiben besaß die Ortsobrigkeit und besorgte die Konskription. Die Landgerichtsbarkeit wurde von der Herrschaft Pöggstall ausgeübt. Die Untertanen und Grundholde des Ortes gehörten der Herrschaft Leiben.
Laut Adressbuch von Österreich waren im Jahr 1938 in der Ortsgemeinde Bruck am Ostrong ein Weber, ein Tischler und zwei Landwirte mit Direktverkauf ansässig.
Der Ort bildete eine Gemeinde, der auch Landstetten, Neukirchen am Ostrong, Oberbierbaum, Oberhohenau, Unterhohenau, Wachtberg, Weißpyhra und Zöbring angehörten. Im Zuge der Niederösterreichischen Kommunalstrukturverbesserung fusionierten mit 1. Jänner 1966 die bis dahin selbständigen Gemeinden Arndorf, Bruck am Ostrong und Mürfelndorf zu einer neuen Gemeinde, die den Namen Neukirchen am Ostrong erhielt.
Zum 1. Jänner 1972 wurden schließlich die Gemeinden Neukirchen am Ostrong und Weinling mit der Gemeinde Pöggstall zusammengelegt.